# Sirkka Selja
Pour les articles homonymes, voir Selja.
Sirkka Selja, née Sirkka-Liisa Tulonen le 20 mars 1920 à Koski (Päijät-Häme) et morte le 17 août 2017 à Hollola (Päijät-Häme), est une écrivaine finlandaise. 

## Œuvres

### Poésie
- Vielä minä elän (1942)
- Vedenneito (1944)
- Taman lauluja (1945)
- Linnut (1948)
- Niin kuin ovi (1953)
- Enkelin pelto (1957)
- Juuret (1962)
- Vierailulla ketun talossa (1966)
- Runot (1970)
- Kissansilmät (1971)
- Talo nimeltä Villiruusu (1975)
- Pisaroita iholla (1978)
- Unitie (1985)
- Aurinko on tallella: valitut runot 1942–1985 (1988)
- Valokuvaaja: proosarunoja (1995)
- Puut herättävät muistini (2000)
- Mahdottomuuden ylistys (2005)
- Riikinkukon lapsi (2010)

### Autres ouvrages
- Metsämorsian (1945)
- Eurooppalainen (1946–1947)
- Aino (1946)

## Prix
- Médaille Pro Finlandia (1970)
- Prix de la littérature de l'État finlandais (1958)
- Poeta Finlandiae (2001)
- Prix Aleksis Kivi (1987)
- Prix P. Mustapää (2007)